# Ruins (First Aid Kit)
Ruins è il quarto album in studio del duo svedese First Aid Kit, pubblicato il 19 gennaio 2018 e distribuito da Columbia Records. Per il mercato europeo, l'album è distribuito anche da Sony Music.
Metacritic gli assegna un voto di 76/100 basato su 24 recensioni. L'album ottiene generalmente recensioni positive.
| Recensione           | Giudizio |
| -------------------- | -------- |
| AllMusic             | [ 1 ]    |
| Rolling Stones       | [ 2 ]    |
| Consequence of Sound | [ 2 ]    |
| The Guardian         | [ 2 ]    |
| Spin                 | [ 2 ]    |
| NME                  | [ 2 ]    |
| Q                    | [ 2 ]    |
| Exclaim!             | [ 2 ]    |
| Pitchfork            | [ 2 ]    |

## Tracce
1. Rebel Heart – 5:23
2. It's a Shame – 4:00
3. Fireworks – 4:15
4. Postcard – 3:47
5. To Live a Life – 3:13
6. My Wild Sweet Love – 3:56
7. Distant Star – 3:10
8. Ruins – 3:32
9. Hem of Her Dress – 3:24
10. Nothing Has to Be True – 5:01

Durata totale: 39:41

## Classifiche

### Classifiche settimanali
| Classifica (2018)        | Posizione massima |
| ------------------------ | ----------------- |
| Australia                | 13                |
| Austria                  | 37                |
| Belgio (Fiandre)         | 7                 |
| Belgio (Vallonia)        | 76                |
| Canada                   | 29                |
| Danimarca                | 28                |
| Finlandia                | 10                |
| Francia                  | 60                |
| Germania                 | 42                |
| Norvegia                 | 4                 |
| Paesi Bassi              | 10                |
| Regno Unito              | 3                 |
| Stati Uniti              | 47                |
| US Americana/Folk Albums | 2                 |
| US Digital Albums        | 9                 |
| US Tastemaker Albums     | 2                 |
| US Top Rock Albums       | 6                 |
| Svezia                   | 1                 |
| Svizzera                 | 11                |

## Formazione
- Klara e Johanna Söderberg - voci e testi
- Eric Boulanger - masterizzazione
- Paul Brainard - tromba
- Peter Buck - chitarra, chitarra acustica, chitarra elettrica, mandolino
- Justin Chase - ingegnere audio, cori, tastiere
- Melvin Duffy - pedal steel
- Lauren Dukoff - fotografia
- Michael Finn - cori, ingegnere audio
- Anna Fritz - violoncello
- Jett Galindo - assistente
- Eyvind Kang - viola
- Kyleen King - viola
- Patti King - violino
- Glenn Kotche - batteria, percussioni
- Tucker Martine - cori, batteria, ingegnere audio, percussioni, tamburello, produttore
- Eli Moore - cori, dulcimer, chitarra, chitarra acustica, chitarra elettrica, pianoforte, armonium
- Steve Moore - cori, tastiere, marxophone, melodica, organo, pianoforte, sintetizzatore, trombone
- Jason Quigley - fotografia
- Andrew Scheps - missaggio
- McKenzie Smith - cori, batteria, percussioni
- Anna Söderberg - cori
- Benkt Söderberg - cori, chitarra elettrica
- Isak Söderberg - cori
- EE Storey - design e layout grafico
- Mikael Tot - cori
- Laura Veirs - cori